# Amorpha glabra
Amorpha glabra är en ärtväxtart som beskrevs av Jean Louis Marie Poiret. Amorpha glabra ingår i släktet segelbuskar, och familjen ärtväxter. Inga underarter finns listade i Catalogue of Life.

## Bildgalleri

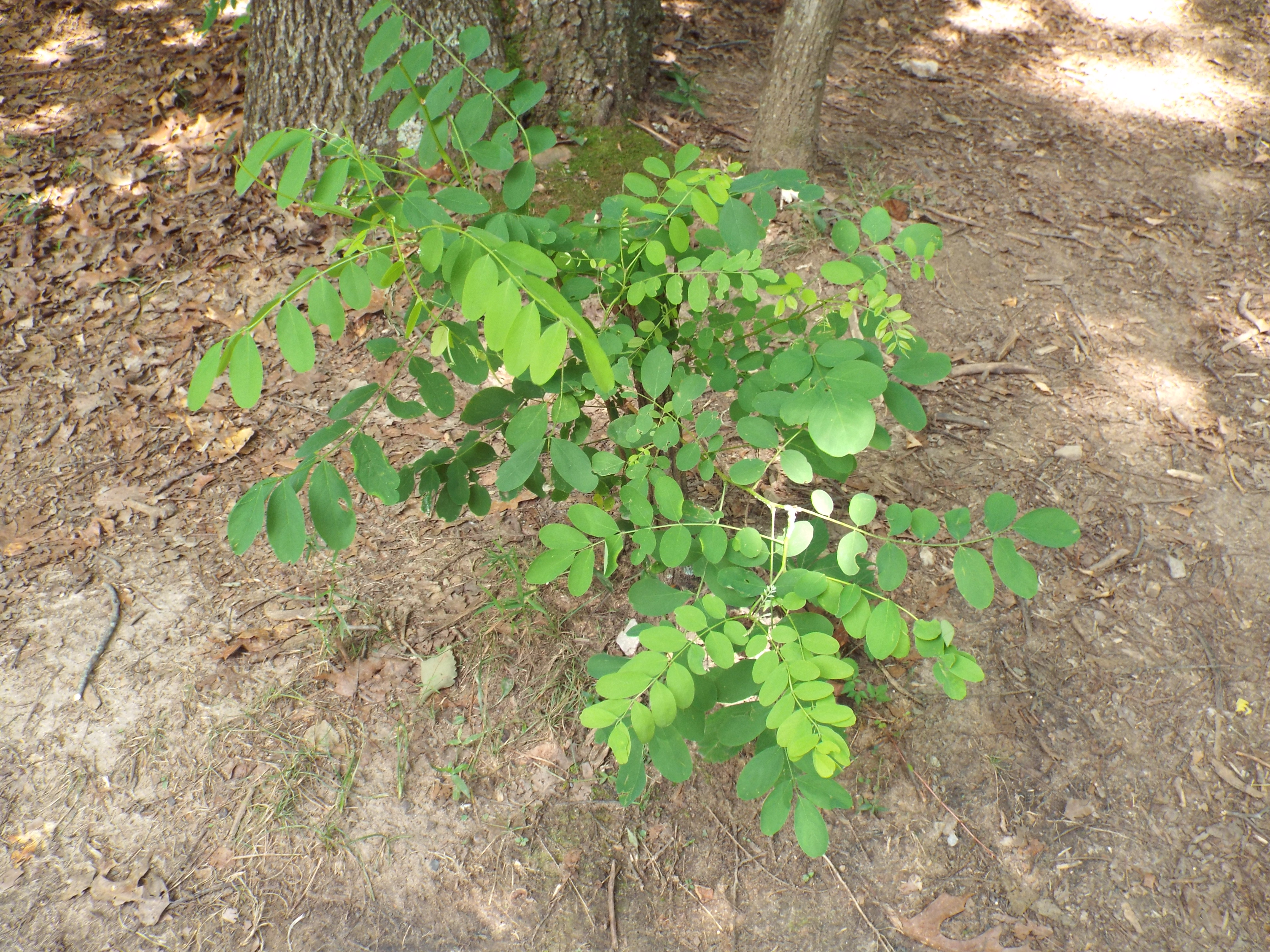